# MacTutor
The MacTutor History of Mathematics archive è un sito web dedicato alla storia della matematica. L'iniziativa è stata ideata e promossa dai suoi curatori, John J. O'Connor ed Edmund F. Robertson. I contenuti web sono ospitati dalla University of St Andrews, presso Dundee, in Scozia. Riceve i contributi editoriali di vari storici della matematica di diversi Paesi. 

## Contenuti
Molto ben organizzato, il sito consiste soprattutto in una collezione di biografie sulle figure di circa 2500 matematici, in genere molto accurate e complete. Le biografie sono accessibili in vari modi: 
- da un elenco alfabetico,
- da una cronologia organizzata in 37 pagine/periodi che segnala quasi 800 eventi,
- da grafici cronologici molto efficaci,
- da mappe interattive che mostrano i luoghi di nascita dei personaggi e consentono di consultarne le biografie attraverso appositi link
- servendosi di un motore di ricerca chiamato SWISH.

A questa collezione biografica (molto citata, anche dagli articoli di Wikipedia) si sono andate aggiungendo altre raccolte di informazioni interessanti, utili e, in genere, autorevoli.
La prima di queste sezioni ad aggiungersi alla collezione di biografie è dedicata a oltre 60 curve famose. Ogni curva, o famiglia di curve, è trattata in una pagina contenente almeno un grafico, espressioni, e rinvii ad altre curve associate. Sono disponibili anche svariate applet Java che permettono di esaminare interattivamente le varianti corrispondenti a diversi valori di parametri.
È di notevole rilevanza una serie di oltre 100 articoli storici concernenti oggetti matematici, teorie, problemi, periodi, paesi, tematiche di storia della matematica e qualche argomento particolare. Anche questi articoli agevolano l'accesso alle biografie. Per queste pagine vedi Indice KWIC delle pagine storiche di MacTutor.
Un'altra interessante sezione aggiuntasi nel tempo è costituita da articoli dedicati alle società matematiche di tutto il mondo, oltre 90, raggiungibili da un elenco alfabetico e da uno cronologico (le prime due di quest'ultimo sono l'Accademia di Platone e l'Accademia dei Lincei).
Alle citazioni è dedicata una sezione che consente di individuarle a partire dai personaggi (circa 300) o inserendo in un campo di ricerca una parola o una locuzione.
Altre sezioni riguardano curiosità come le vie di Parigi ed i crateri e altre strutture lunari dedicate a matematici.